# Quebec
|  | Aquest article tracta sobre la província. Vegeu-ne altres significats a «Ciutat de Quebec». |

El Quebec (en francès Québec pronunciat /ke.bɛk/; en anglès Quebec, conegut també com «la belle province») és una província canadenca amb una població de 8 milions d'habitants i l'única província del Canadà reconeguda com a nació per la Cambra dels Comuns del Canadà; la major part dels quebequesos parlen francès i això fa del Quebec l'únic territori de llengua francesa majoritària de l'Amèrica del Nord, juntament amb l'arxipèlag francès de Saint-Pierre i Miquelon, i alguns pocs indrets a Amèrica.
El seu idioma, la seva cultura i les seves institucions, formen del Quebec una nació dins del Canadà. La capital del Quebec és la ciutat de Quebec. La ciutat més poblada del Quebec és Mont-real, que és la segona ciutat més gran del món on es parla francès. El francès gaudeix de protecció legal i fins i tot la província compta amb inspectors lingüístics que revisen i controlen el seu ús. El zel dels quebequesos per la seva llengua i el seu estatus de minoria lingüística a l'Amèrica del Nord ha arribat a certs extrems polítics, però també en la seva història el poble quebequès va sofrir períodes de repressió i assimilació anglesa.
El Referèndum d'independència del Quebec de 1980 va tenir lloc el 20 de maig d'aquest mateix any i els independentistes liderats per René Lévesque van obtenir el 40,5 % dels sufragis. En canvi, en el Referèndum d'independència del Quebec de 1995, els independentistes es van quedar a menys d'un punt percentual d'aconseguir-ho amb el 49,6% dels vots.
El 27 de novembre de 2006 el parlament canadenc, amb el suport del partit governant, va reconèixer als quebequesos com una nació dins d'un Canadà unit en un intent d'aplacar els desitjos secessionistes dels partits independentistes, encara que va ser en un sentit cultural i social però no legal.
En les eleccions generals del Quebec de 2012, el partit independentista, el Partit Quebequès, liderat per Pauline Marois, va guanyar la majoria dels seients de l'Assemblea Nacional del Quebec, formant un govern minoritari. En el discurs del dia de les eleccions, la guanyadora va plantejar la possibilitat de convocar un nou referèndum per la independència en expressar el seu desig que el Quebec es converteixi en un país independent i la seva convicció que això succeirà: «Volem un país i el tindrem.»

## Història

### Nova França
El primer explorador francès al Quebec va ser Jacques Cartier, que en 1534 va establir en Gaspé una gran creu de fusta amb tres flors de lis, prenent possessió d'aquelles terres en nom de França. Cartier va descobrir el riu Sant Llorenç. En 1608, Samuel de Champlain va donar naixement a la Nova França fundant en la riba nord del riu Sant Llorenç, en un lloc que els indis anomenaven Kebek («estret»), la ciutat de Quebec. La ciutat es tornarà així el punt de partida de les exploracions franceses a l'Amèrica del Nord. Després de 1627, el rei de França Lluís XIII va concedir el monopoli de la colonització als catòlics. La Nova França es va tornar una colònia real en 1663, sota el regnat de Lluís XIV.

### Amèrica del Nord britànica
La Gran Bretanya va prendre possessió de Nova França a conseqüència del Tractat de París, el 1763. Lluís XV i els seus consellers s'estimen més conservar l'illa de Guadeloupe, productora de sucre que el Quebec, ja que aquest era considerat com un gran territori de gel sense cap importància per al regne de França. Tot i això, França perd l'imperi colonial que havia bastit a l'Amèrica del Nord.
El 1774 amb la Llei del Quebec, Londres donava reconeixement oficial als drets del poble francès del Quebec: l'ús de la llengua francesa, la pràctica de la religió catòlica i l'ús del dret romà en lloc del jurisprudencial anglosaxó. Abans d'aquesta data, la situació de la religió catòlica era molt fràgil i les possibilitats per als catòlics, molt limitades.
Com a resposta a les agitacions de les colònies americanes, la corona britànica va instaurar l'Acta del Quebec el 1774, que restaurava el codi civil francès i el sistema de propietat territorial, garantia la pràctica del catolicisme però mantenia el codi criminal anglès. Durant la revolució americana, la ciutat de Mont-real va ser presa i els revolucionaris americans va intentar de guanyar els canadencs a llur causa. Aquests darrers van romandre més aviat neutrals durant el conflicte, seguint les recomanacions de l'església catòlica, que es va declarar a favor dels britànics.

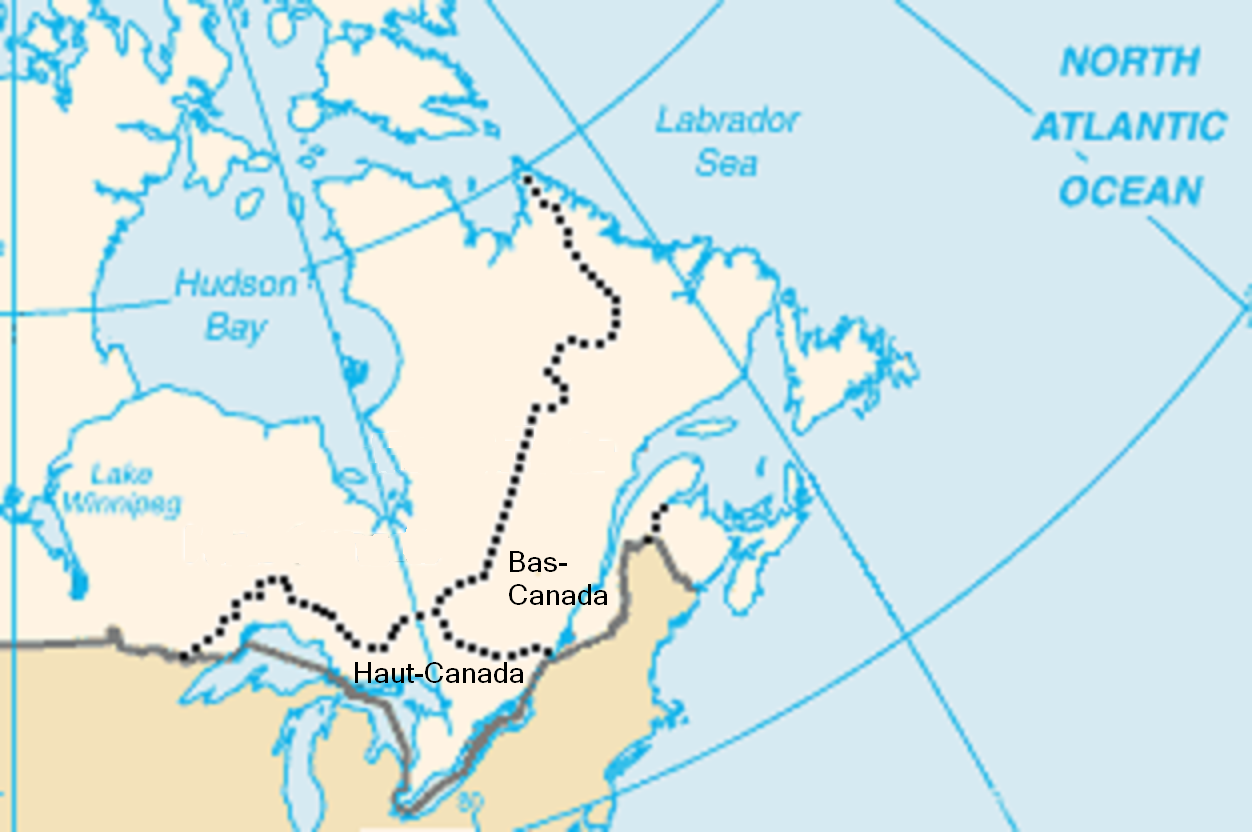
L'Alt i el Baix Canadà després de la Llei Constitucional de 1791.

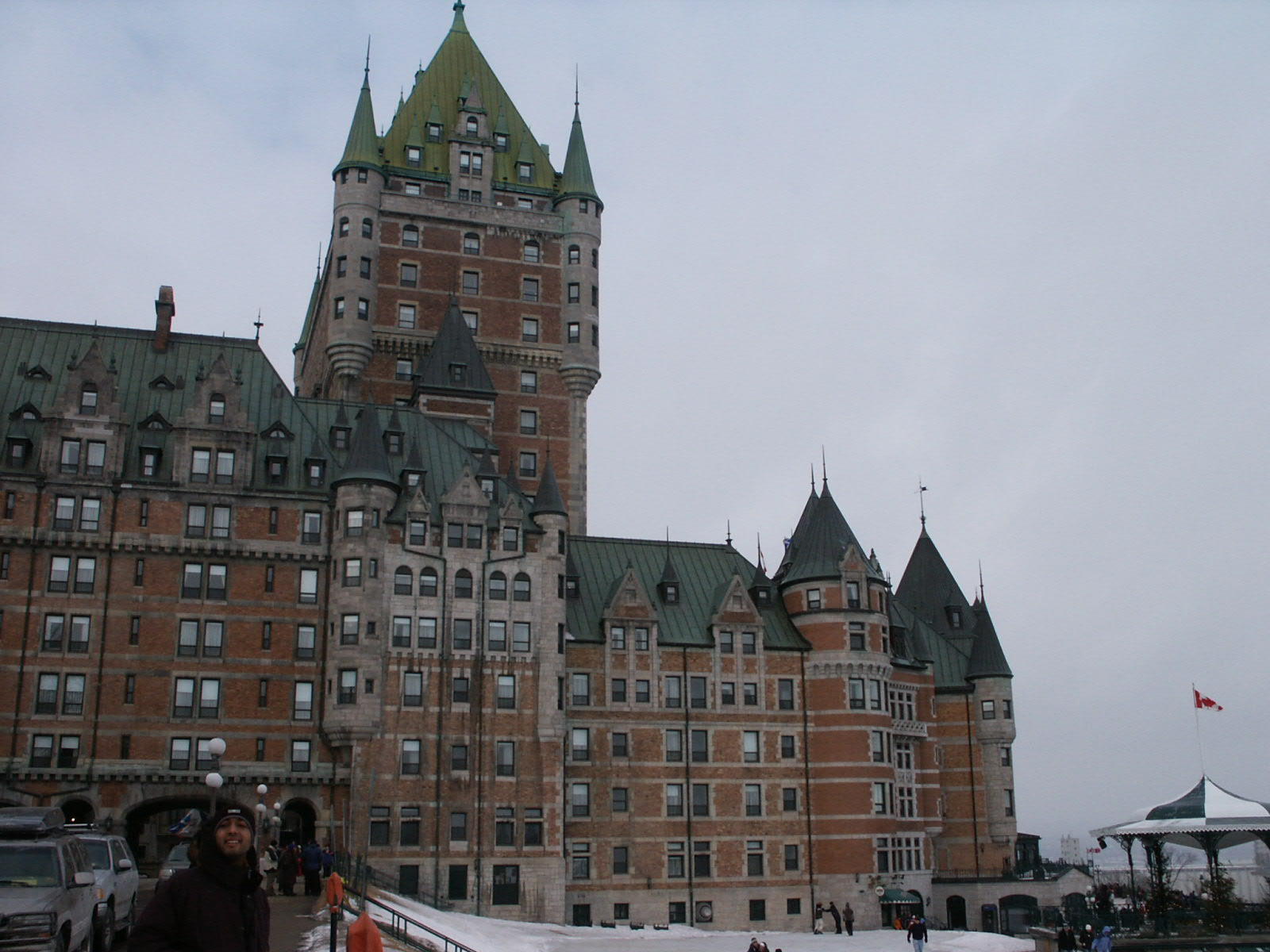

Rere la independència americana, els qui havien donat suport la causa anglesa s'instal·laren al Quebec. Insatisfets dels nombrosos privilegis concedits als canadencs, van demanar reformes i van obtenir el que volien a l'acta constitucional de 1791. El 1791 la Llei Constitucional del Canadà va establir dues províncies al voltant del riu Ottawa: l'Alt Canadà (l'actual província d'Ontario), de majoria anglòfona, i el Baix Canadà (l'actual província del Quebec), província majoritàriament francòfona. Les dues poblacions van descobrir el parlamentarisme britànic i van adonar-se, molt ràpidament, dels límits d'aquest sistema colonial.
Les grans idees del liberalisme de l'època van acabar provocant un alçament armat al Baix Canadà i a l'Alt Canadà el 1837; la revolta va tenir lloc rere el refús de Londres a prendre en consideració les peticions del Partit dels patriotes de Louis-Joseph Papineau. El 1867, la signatura de la Llei d'Amèrica del Nord Britànica va consagrar la federació de les províncies del Canadà, que constava llavors del Quebec, Ontario, Nova Brunswick i Nova Escòcia.

### Revolució Tranquil·la
L'exclusió econòmica dels francoparlants del Quebec va ser considerada sempre un problema al Quebec fins a les reformes dels anys 1960, l'anomenada Revolució Tranquil·la (Révolution Tranquille). El primer ministre del Quebec, Jean Lesage, va proposar la nacionalització de la producció d'electricitat. El govern va crear empreses i bancs nacionals, i després va imposar la legislació per reconèixer el dret de treballar en francès.
El 1948 es va aprovar l'actual bandera del Quebec com a oficial i la llengua francesa seria cooficial al costat de l'anglès a tot el Canadà des de 1968. El 1976 va guanyar les eleccions el nacionalista Partit Quebequès de René Lévesque que promulgaria la Llei 101 per la qual el francès seria l'única llengua oficial del Quebec, de treball i de l'ensenyament no universitaris (amb l'excepció dels alumnes de famílies anglòfones). El Referèndum d'independència del Quebec de 1980 va sortir negatiu amb un 59,6% de vots en contra. De nou en el poder el 1995, el Partit Quebequès convocaria un nou referèndum el 30 d'octubre de 1995 on el no a la independència va guanyar per tan sols 54.000 vots i un 50,4% de sufragis, amb una participació que va superar el 90% del cens electoral. Segons les enquestes poc més d'un terç dels quebequesos (i 40% dels francòfons) segueix desitjant constituir-se en estat independent.
El 27 de novembre de 2006 el parlament canadenc, amb el suport del partit del govern, va reconèixer als quebequesos (québécois, en francès) com a nació dins d'un Canadà unit en un intent d'aplacar els desitjos secessionistes dels partits independentistes, encara que en sentit cultural i social, no legal.
Així mateix, la província del Quebec té unes altres 10 nacions d'indis i inuits, reconegudes com a tals per la seva Assemblea Nacional a l'època de René Lévesque, i són també reconegudes pel govern federal (les Primeres Nacions). Altres nacions de la província del Quebec podrien eventualment ser reconegudes, com els «metis», els angloquebequesos.

## Idiomes
L'idioma oficial de la província és el francès; és l'única província canadenca on la majoria de la població és francòfona. L'anglès no és reconegut com a llengua oficial per les lleis de la província, però segons la llei constitucional del Canadà de 1867 tant el francès com l'anglès poden ser usats en l'Assemblea Nacional del Quebec i en judicis. Alguns documents oficials també han d'estar en ambdós idiomes.
Segons el cens de l'any 2001 la llengua majoritària és el francès, parlada pel 81,2% de la població. El 10,0% parla una llengua no oficial (els anomenats al·lòfons), el 8,0% és anglòfon i només són bilingües el 0,8% de la població. A l'àrea metropolitana de Mont-real el percentatge de francòfons és del 68,0%, mentre que el 18,5% són al·lòfons, el 12,5% anglòfons i l'1,0% bilingües. A les altres ciutats el percentatge de francòfons supera el 90%.

## Política i govern
El Tinent Governador del Canadà representa el rei Carles III del Regne Unit i actua simbòlicament com a cap d'estat. El cap de govern és el Primer Ministre, que és el president del partit que més escons ocupa a l'Assemblea Nacional del Quebec. Els partits més forts són el federalista Partit Liberal del Quebec (Parti Libéral du Québec) de centredreta i el nacionalista Partit Quebequès (Parti québécois) de centreesquerra.

## Demografia

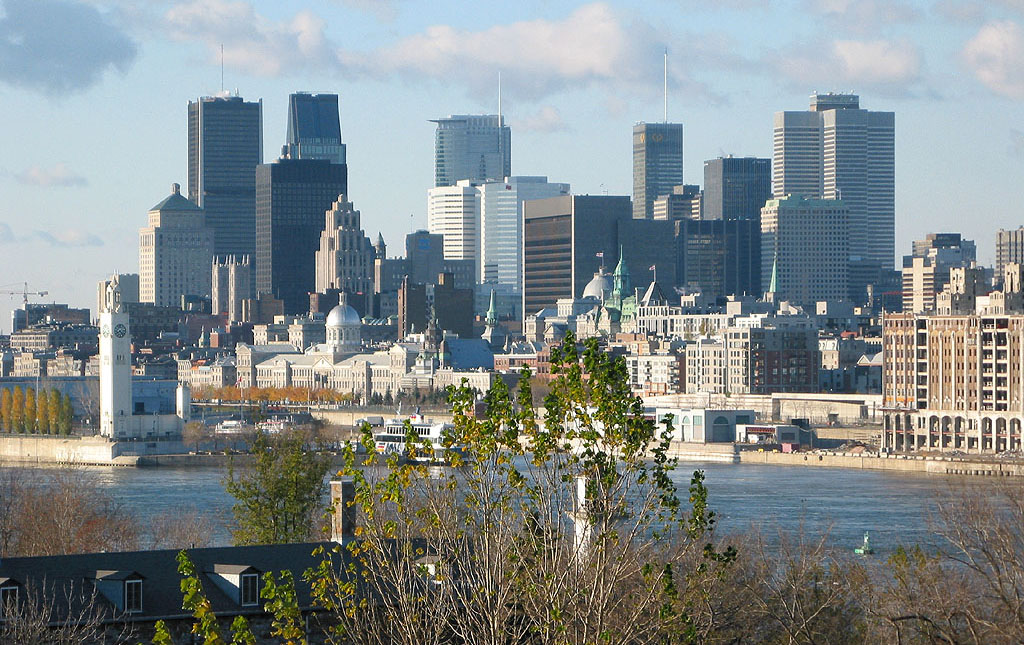
Vista de Mont-real, la ciutat més gran del Quebec.

El 2004 la província del Quebec tenia 7.542.800 habitants, la majoria dels quals residien a l'àrea metropolitana de Mont-real, que té 3.607.200 habitants, la segona ciutat en habitants del Canadà i la segona metròpoli francòfona del món occidental després de París. Altres àrees metropolitanes de més de 100.000 habitants són les de Ciutat de Quebec (710.800), Sherbrooke (172.300), Ville de Saguenay (154.200) i Trois-Rivières (141.200). L'àrea de Gatineau (277.700), enfront d'Ottawa, forma al costat d'aquesta una àrea metropolitana d'1.050.800 habitants. La població urbana el 2004 era d'un 80,4% i el percentatge d'immigrants es xifra en un 12% de la població total. L'esperança de vida és de 81,9 anys per a les dones i 76,3 anys per als homes.

## Les regions administratives
El Quebec està dividit en 17 regions administratives:

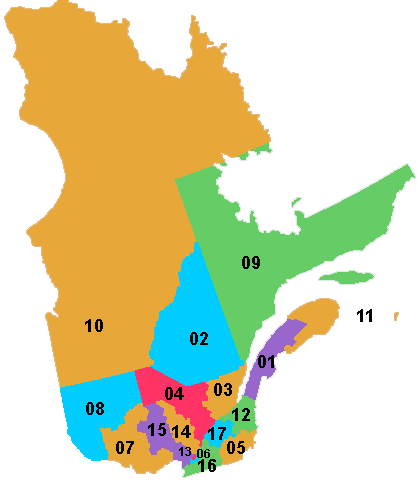
Regions del Quebec.

1. Bas-Saint-Laurent
2. Saguenay-Lac-Saint-Jean
3. Capitale-Nationale
4. Mauricie
5. Estrie
6. Mont-real
7. Outaouais
8. Abitibi-Témiscamingue
9. Côte-Nord
10. Nord-du-Québec
11. Gaspésie–Îles-de-la-Madeleine
12. Chaudière-Appalaches
13. Laval
14. Lanaudière
15. Laurentides
16. Montérégie
17. Centre-du-Québec

## Geografia
El Quebec està situat a l'est del Canadà, envoltat per la província d'Ontario i la badia de Hudson a l'oest, per les províncies de Terranova i Labrador i de Nova Brunswick a l'est, els Estats Units (els estats de Maine, Nou Hampshire, Vermont i Nova York) al sud i l'oceà Àrtic al nord.
El Quebec és la província més extensa del Canadà, és un vast territori, aproximadament 2,8 vegades l'estat francès, la major part del qual es troba poc poblat. Més del 90% de la superfície del Quebec forma part de l'escut canadenc, un gran territori que, històricament, es deia la regió d'Ungava. Al temps de la Nova França, el Quebec consistia en una franja de terra habitable d'algunes desenes de quilòmetres d'amplària que vorejava les dues ribes del riu Sant Llorenç. Va ser aquí que els primers colons francesos van instal·lar-se per conrear-hi la terra, després d'haver-la romput.
El 1912, un gran tros de la regió canadenca d'Ungava va ser tret dels Territoris del Nord-oest per ser integrat al Quebec de resultes d'una llei del Parlament del Canadà aprovada per Londres. Aquesta vasta regió del nord, gairebé inhabitada, va crear l'enorme província del Quebec tal com hom la coneix avui. Aquest afegitó incloïa la badia James, on es troben alguns dels projectes hidroelèctrics més grans del Quebec.
El territori quebequès és extremadament ric en recursos naturals a conseqüència dels boscos de coníferes, dels llacs i dels rius. El paper, la fusta i la hidroelectricitat figuren com a les indústries més importants de la província. L'extrem nord del Quebec es troba format per una regió subàrtica anomenada Nunavik, la terra dels inuits. El mont d'Iberville, a les muntanyes Torngat, amb 1.652 metres, és el punt culminant del Quebec.

### Fronteres
El Quebec comparteix una frontera terrestre amb quatre estats del nord-est dels Estats Units (Maine, Nou Hampshire, Nova York i Vermont) i tres províncies canadenques (Nova Brunswick, Ontario i Terranova i Labrador). En el Golf de Sant Llorenç, la frontera és la línia d'equidistància entre les riberes del Quebec i l'Illa del Príncep Eduard, Nova Brunswick, Nova Escòcia i Terranova i Labrador. Al nord i al nord-oest, la frontera marítima amb el territori de Nunavut segueix les ribes de la península de Labrador.
Una disputa fronterera segueix en relació amb la propietat de Labrador (la frontera no està expressament reconeguda pel Quebec). D'altra banda, ja que els límits marítims varien amb les marees, les illes costaneres de la Badia de Hudson i la Badia d'Ungava del Quebec només ho són durant la marea baixa. Així, més del 80% de les fronteres del Quebec segueixen sent incertes.

### Hidrografia
El principal riu és el Sant Llorenç, artèria navegable que comunica la regió dels Grans Llacs amb l'oceà Atlàntic. Travessa les ciutats de Mont-real i Quebec, entre d'altres, i roman gelat des de novembre fins a març. El clima és continental amb temperatures suaus a l'estiu i molt fredes a l'hivern, precipitacions abundants (en forma de neu bona part de l'any). A Mont-real la temperatura mitjana anual és de 6,1 °C (20,9 °C al juliol, -10,4 °C al gener), a Quebec és de 4,0 °C (19,2 °C al juliol, -12,8 °C al gener).
La vall del riu Sant Llorenç és una regió fèrtil on es conreen fruites i cereals així com productes lleters, xarop d'erable, del qual el Quebec és el productor més important del món, i bestiar. El riu Sant Llorenç conflueix amb el riu Sant Maurici a la ciutat de Trois-Rivières, en el punt de confluència es troba l'Illa de Sant Quintí.

### Fauna
Dins dels mamífers estan l'ant, el llop, el puma, l'os negre, el cérvol, el caribú, el porc espí, la marmota, la guineu, l'esquirol, el carcayú. Aus com la guacharaca, l'òliba muntanyenca i el colibrí. Rèptils com les serps són abundants. Amfibis com les granotes i els gripaus. I entre els invertebrats abunden els insectes, aràcnids i escorpins.

### Vegetació
Sobre el contorn (perímetre) de la badia d'Ungava i de l'estret de Hudson es troba la tundra, la flora de la qual es resumeix en una vegetació herbàcia i arbustiva baixa i de líquens. Més en el sud, el clima es torna propici al creixement del bosc boreal, el límit nord del qual és la taigà.
La superfície del bosc quebequès és estimada en 750.300 km². Abitibi-Témiscamingue, a la Costa-nord, aquest bosc essencialment és constat per coníferes com l'avet baumier, el pi gris, l'espineta (caponera) blanca, l'espineta negra i el làrix laricin. Apropant-se del riu cap al sud, s'afegeixen gradualment el bedoll groc i altres de fulles grans. La vall del Sant Llorenç és constat pel bosc laurentienne amb coníferes tals el pi blanc d'Amèrica i la teva d'Occident (cedre) així com de fulles grans.

## Clima
Pel que fa al clima, hi ha diferències importats per la gran extensió territorial. La zona sud i la vall del riu Sant Llorenç té un clima continental, és a dir, un hivern fred i un estiu calorós. La part central del Quebec té un clima subàrtic caracteritzat per uns hiverns més llargs i més freds. La part nord del Quebec té un clima àrtic. Finalment a les illes de la Madelena el mar té una gran influència sobre el clima.
El Quebec té tres regions de clima principals:
- El Quebec meridional i occidental, on es concentren la majoria de ciutats i la densitat de població és més alta; el clima continental és humit (classificació climàtica de Köppen Dfb) amb estius càlids i humits i hiverns freds i amb alta densitat de neu. Les interaccions climàtiques principals provenen de l'oest i del nord del Canadà, que es desplacen cap a l'est i dels Estats Units meridionals i centrals que es desplacen cap al nord. A causa de la influència dels nuclis tempestuosos d'Amèrica del Nord i de l'oceà Atlàntic, les precipitacions són abundants al llarg de l'any, amb una densitat de precipitacions de més de 1.000 mil·límetres, incloent més de 300 centímetres de neu. Durant l'estiu poden presentar-se fenòmens climàtics severs, principalment tornados i tempestes elèctriques.

- El Quebec central té un clima subàrtic (Köppen Dfc). Els hiverns són llargs i uns dels més freds del Canadà, mentre que els estius són càlids, encara que molt curts a causa d'una latitud més alta i a la major influència de les masses d'aire àrtiques. Les precipitacions són una mica menors que a l'àrea meridional, excepte en les cotes altes.

- Les regions nòrdiques del Quebec tenen un clima àrtic (Köppen ET), amb hiverns molt freds i estius una mica més càlids. Les influències primàries en aquesta zona són els corrents de l'oceà àrtic (per exemple el corrent de Labrador) i les masses d'aire continentals del pol àrtic.

## Economia
La província del Quebec està molt industrialitzada i al territori abunden els recursos naturals, entre els quals destaquen els minerals, grans boscos de coníferes que nodreixen una important indústria fustera, o els llacs, rius i altres corrents d'aigua que produeixen energia hidroelèctrica, no només per a consum intern sinó també per a la seva exportació als Estats Units.

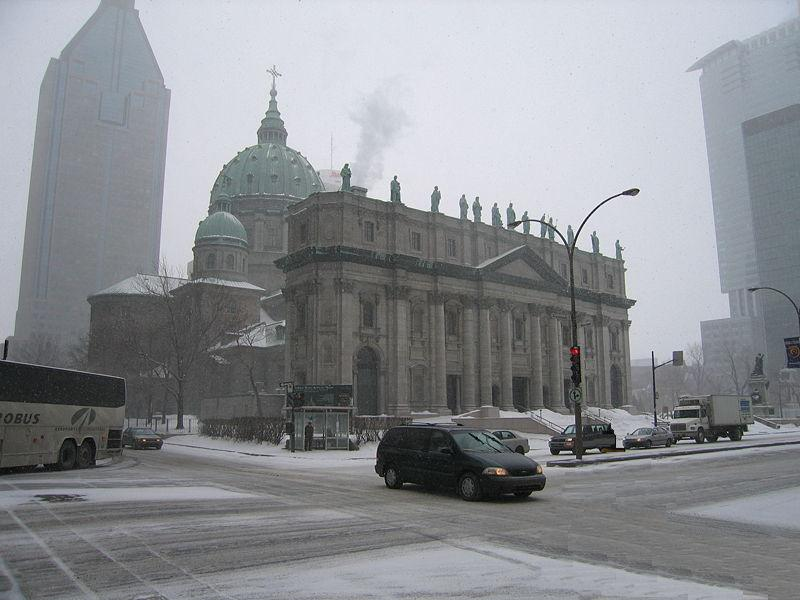
Basílica-Catedral "Maria Reina del Món", a Mont-real, Quebec.

La vall de Sant Llorenç és una regió agrícola molt fèrtil. En comptar amb una gran cabanya ramadera, produeix làctics variats i carn, i en els seus camps es cullen excel·lents fruites i verdures. Destaca particularment la producció de xarop i sucre d'auró, que és un producte gastronòmic típic, del qual la província de Quebec esdevé el primer productor mundial.

## Religió

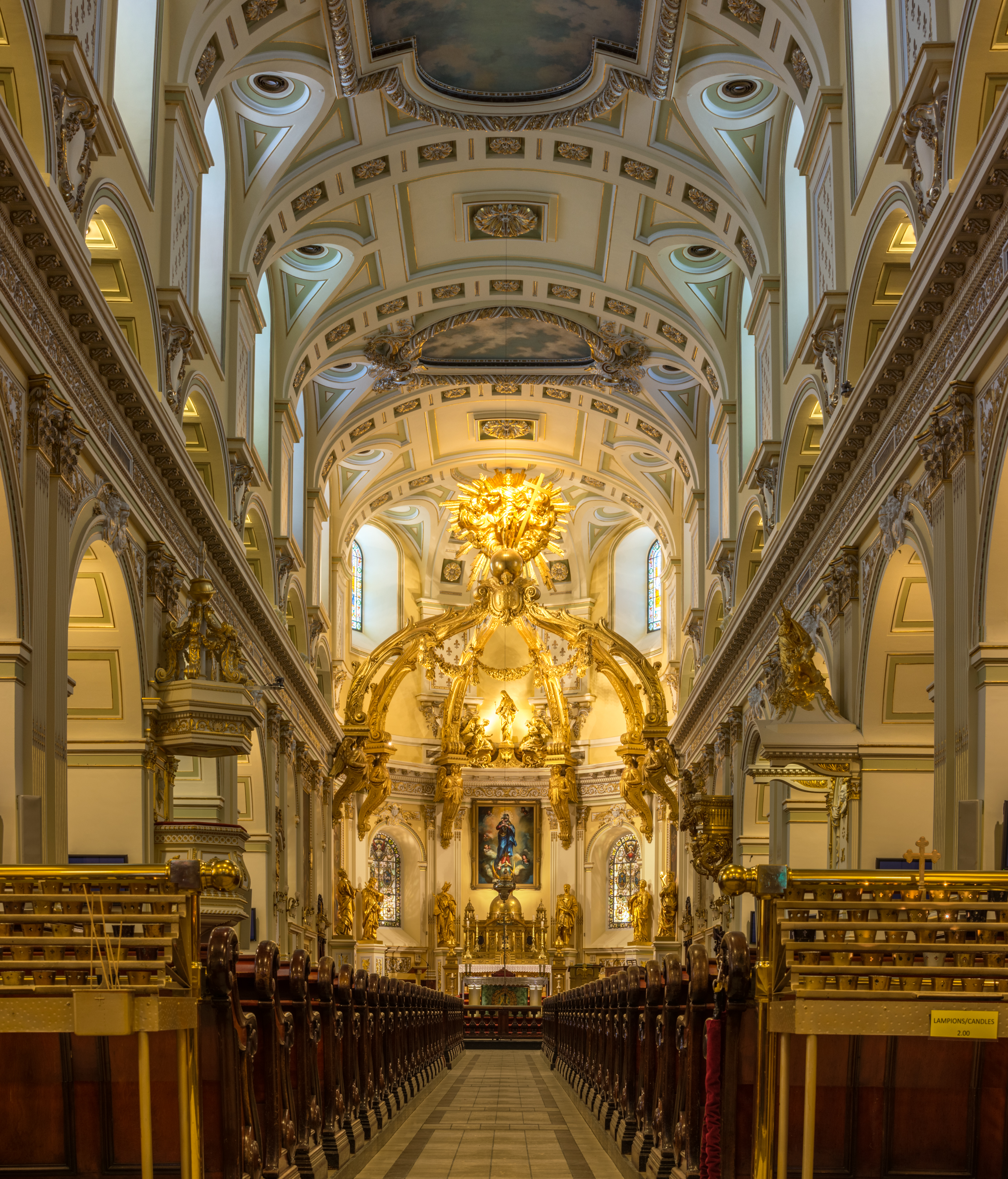
Interior de la Basílica-Catedral catòlica de la ciutat de Quebec.

El Quebec és l'única província canadenca on la població és majoritàriament catòlica. Aquest és un llegat de l'època colonial, quan només als catòlics romans se'ls va permetre establir-se a la Nova França.
El cens de l'any 2001 va mostrar que el 83,2 % de la població eren cristians catòlics romans; el 4,7 % cristians protestants (inclosos 1,2 % anglicans, 0,7 % de l'Església Unida, i el 0,5 % baptistes); l'1,4 % cristians ortodoxos (incloent el 0,7 % de grecs ortodoxos), i el 0,8 % altres cristians, així com l'1,5 % musulmans, 1,3 % jueus; 0,6 % budistes, 0,3 % hindús i sikhs el 0,1 %. Un 5,8 % de la població va dir que no tenia cap afiliació religiosa (inclòs el 5,6 % que va dir que no tenien cap religió en absolut).
Cal destacar que la majoria de les expressions vulgars de la llengua quotidiana utilitzen termes habituals de l'Església catòlica i considerats sagrats per aquesta: calise (calze), tabarnac-tabarnacle (tabarnacle), ciboire (copó), hostie (hòstia). Vegeu Bon cop bad cop (pel·lícula on s'explica l'ús d'aquestes expressions). Aquestes expressions són de vegades considerades com a part de la identitat del dialecte quebequès enfront del francès europeu. Vegeu Paròdia de l'anunci de televisió de Molson feta pel canal edge102: I am not Canadian

## Educació
Com les altres províncies del Canadà, el Quebec té la plena autoritat del seu sistema educatiu.
La presència a l'escola és obligatòria entre els 5 i 16 anys.
Seguint el Rapport Parent, el Ministeri d'Educació va crear un nivell entre l'educació secundària i el sistema universitari: l'educació postsecundària col·legial (CEGEP).
Comparacions entre els sistemes educatius de Catalunya i del Quebec (des de l'educació primària)
| Catalunya                                                                                        | Anys d'estudis | Québec |
| ------------------------------------------------------------------------------------------------ | -------------- | --- |
| 1r (educació primària)                                                                           | 1              | 1ère année primaire (edat: 6 anys) |
| 2n (educació primària)                                                                           | 2              | 2e année primaire |
| 3r (educació primària)                                                                           | 3              | 3e année primaire |
| 4t (educació primària)                                                                           | 4              | 4e année primaire |
| 5è (educació primària)                                                                           | 5              | 5e année primaire |
| 6è (educació primària)                                                                           | 6              | 6e année primaire |
| 1r (educació secundària obligatòria - ESO)                                                       | 7              | 1ère année secondaire |
| 2n (educació secundària obligatòria - ESO)                                                       | 8              | 2e année secondaire |
| 3r (educació secundària obligatòria - ESO)                                                       | 9              | 3e année secondaire |
| 4t (educació secundària obligatòria - ESO) : Títol de graduat en educació secundària obligatòria | 10             | 4e année secondaire |
| 1r (batxillerat)                                                                                 | 11             | 5e année secondaire : Diplôme d'études secondaires (DES)                                                                                              |
| 2n (batxillerat) : Títol de batxiller                                                            | 12             | 1ère année collégiale préuniversitaire |
| 1r (1r cicle de l'educació universitària)                                                        | 13             | 2e année collégiale préuniversitaire : Diplôme d'études collégiales (DEC)                                                                             |
| 2n (1r cicle de l'educació universitària)                                                        | 14             | 1ère année de 1er cycle universitaire : Certificat |
| 3r (1r cicle de l'educació universitària)                                                        | 15             | 2e année de 1er cycle universitaire |
| 4t (1r cicle de l'educació universitària) : Títol de llicenciat                                  | 16             | 3e année de 1er cycle universitaire : Baccalauréat (3 anys)                                                                                           |
| 1r (2n cicle de l'educació universitària) : Títol de màster                                      | 17             | 4e année de 1er cycle universitaire : Baccalauréat (4 anys) o 1ère année de 2e cycle universitaire : Diplôme d'études supérieures spécialisées (DESS) |
| 1r (3r cicle de l'educació universitària)                                                        | 18             | 2e année de 2e cycle universitaire : Maîtrise |
| 2n (3r cicle de l'educació universitària)                                                        | 19             | 1ère année de 3e cycle universitaire |
| 3r (3r cicle de l'educació universitària) : Títol de doctor                                      | 20             | 2e année de 3e cycle universitaire |
|                                                                                                  | 21             | 3e année de 3e cycle universitaire : Doctorat (Ph.D.)                                                                                                 |

## Regions turístiques
- Abitibi-Témiscamingue
- Baie-James
- Bas-Saint-Laurent
- Cantons-de-l'Est
- Centre-du-Québec
- Charlevoix
- Chaudière-Appalaches
- Duplessis
- Gaspésie
- Îles-de-la-Madeleine
- Lanaudière
- Laurentides
- Laval
- Manicouagan
- Mauricie
- Montérégie
- Mont-real
- Nunavik
- Outaouais
- Saguenay–Lac-Saint-Jean
- Mont Bélair

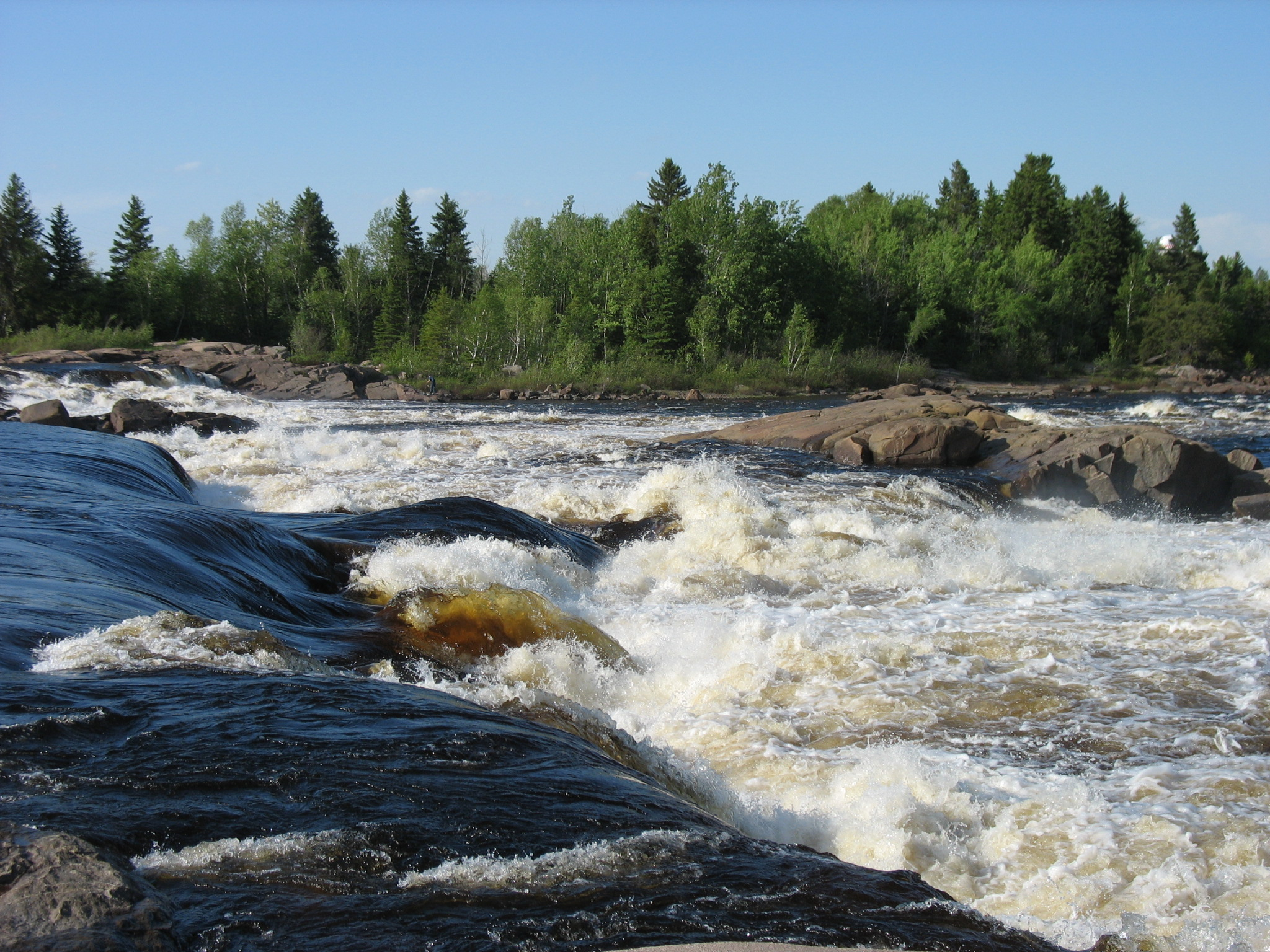
Saint-Félicien, Quebec, Canadà.
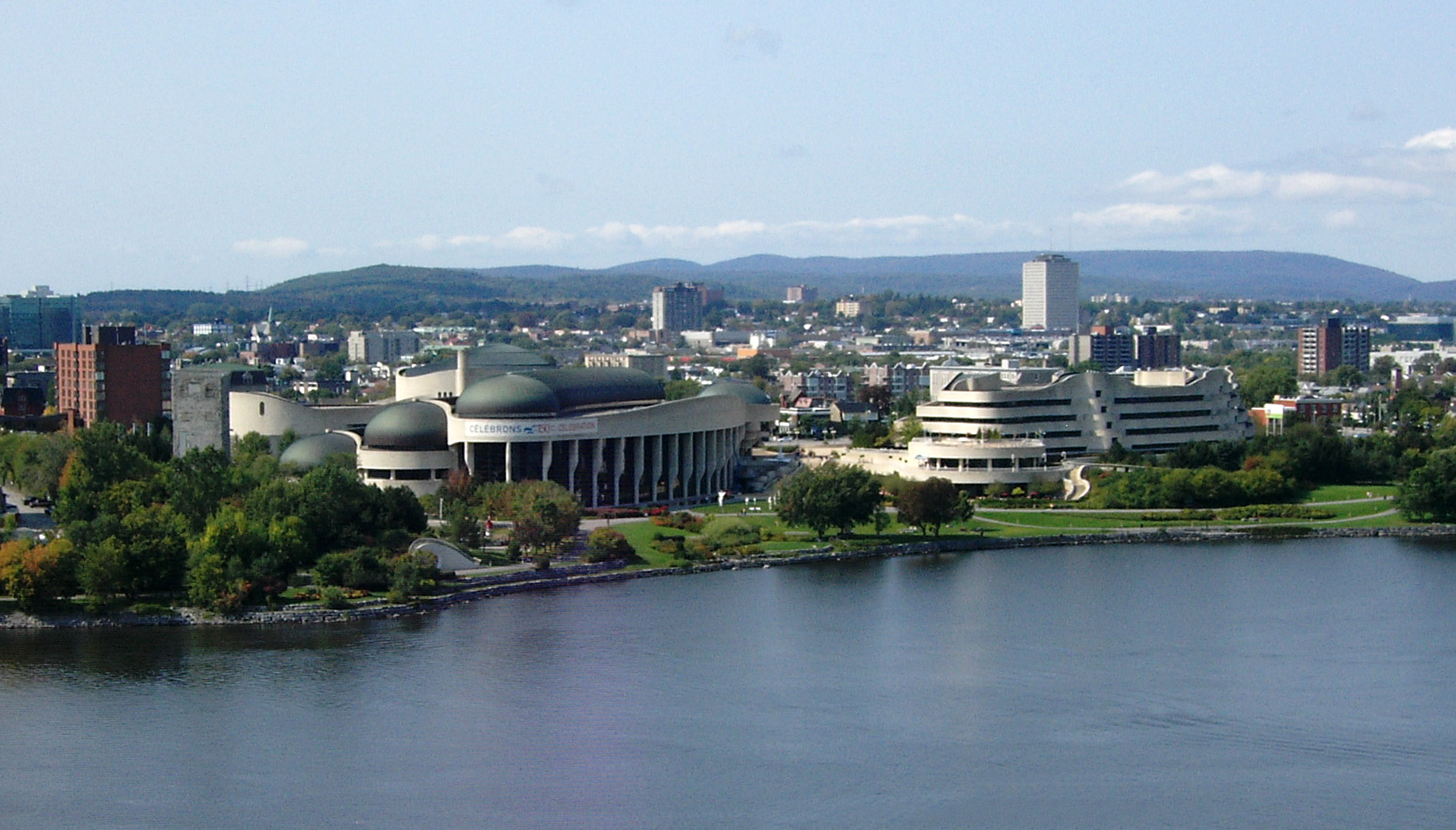
Gatineau, Quebec, Canadà.
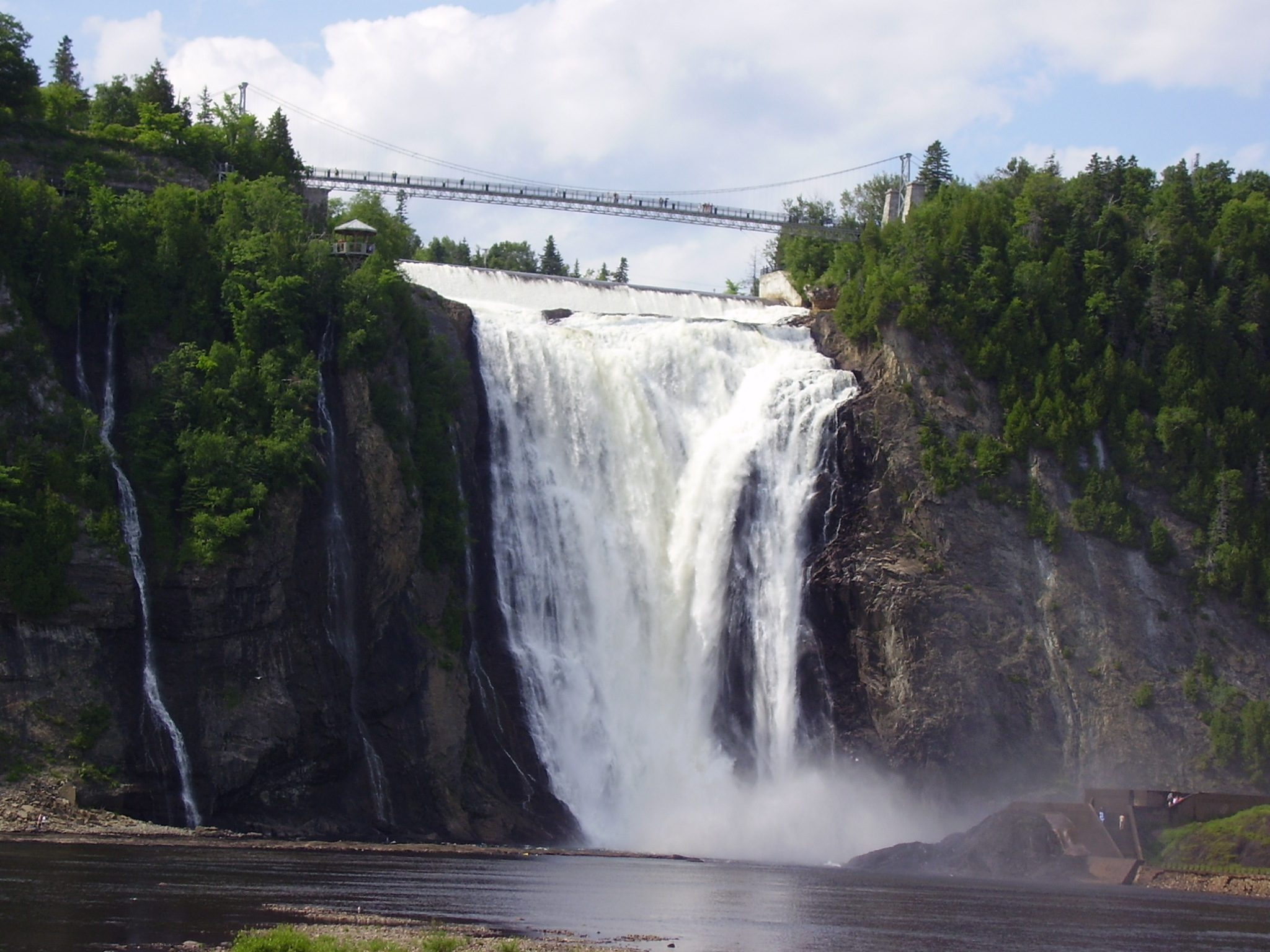
Cascades de Montmorency.